# The Game of Love (Helena Paparizou)
The Game of Love è il terzo album di studio della cantante pop greca Helena Paparizou, il primo interamente in lingua inglese. L'album ha venduto circa 40 000 copie in Grecia ed è stato certificato disco di platino.

## Tracce
1. Gigolo (Alex Papaconstantinou, Marcus Englof) - 3:22
2. Somebody's Burning (Alex Papaconstantinou, Marcus Englof) - 3:12
3. The Game of Love (Toni Mavridis, Niclas Olausson, Sam Mcarthy) - 3:09
4. Mambo! (Alex Papaconstantinou, Marcus Englof, Samuel Waerno) - 3:04
5. Carpe diem (Toni Mavridis, Niclas Olausson, Elena Paparizou, Sam Mcarthy) - 3:37
6. Teardrops (Toni Mavridis, Niclas Olausson, Elena Paparizou) - 3:49
7. Let Me Let Go (Alex Papaconstantinou, Marcus Englof) - 2:54
8. Heroes (N. Molinder, J. Person, P. Ankarberg) - 2:55
9. Heart of Mine (Martin Hanxen, Jimmy Thornfeldy, Urban Robertsson) - 2:56
10. You Set My Heart on Fire (Biddu) - 3:12
11. Voulez vous? (Marcus Englof, Alex Papaconstantinou) - 3:03
12. Seven Days (Per Liden) - 3:26
13. Oti axizi ine i stigmes (Manos Hadjidakis, Eleana Vrahali) - 3:39

Tracce bonus
- My Number One (solo nell'edizione sudafricana) (Christos Dantis, Christos Dantis, Natalia Germanou) - 2:55
- Mambo! (Remix) (solo nell'edizione giapponese) (Alex Papaconstantinou, Marcus Englof, Samuel Waerno; remixato da Hiromitsu Watanabe) - 7:39

## Classifiche
| Classifica (2006) | Posizione massima |
| ----------------- | ----------------- |
| Cipro             | 1                 |
| Grecia            | 1                 |
| Svezia            | 18                |